# 無題 (尾崎豊のアルバム)
『無題』（むだい）は、日本のシンガーソングライターである尾崎豊のコンピレーション・アルバム。
1996年3月27日にトランスビートからリリースされた。本作の正式タイトルは「無題」ではなく、「題が無い、正式タイトルが存在しない」ために仮タイトルとして名付けられている。尾崎がメジャー・デビューする前に録音された未発表音源集となっており、プロモーション盤には「『尾崎のホワイトアルバム』と、呼んでください。」と記載されていた。1枚目のアルバム『十七歳の地図』（1983年）に収録された「街の風景」および2枚目のアルバム『回帰線』（1985年）に収録された「ダンスホール」の原曲が収録されている。
本作からのシングルとして「もうおまえしか見えない」が後にリカットされた。本作はオリコンアルバムチャートにおいて最高位第5位となり、日本レコード協会の集計では売り上げ枚数が40万枚を超えたためプラチナ認定を受けている。

## 録音、制作
尾崎が1982年10月11日に受けたCBS・ソニー主催のオーディション『CBS SONY Sound Development Audition 1982』（SDオーディション）にて歌唱された「ダンスホール」、「町の風景」、「野良犬の道 (Street Blues)」、「もうおまえしか見えない」などのデモテープの音源が収録されている。
その後尾崎の1枚目のアルバム『十七歳の地図』（1983年）のレコーディングが開始され、収録曲候補として「もうおまえしか見えない」もリストアップされていたが、最終選考の段階で没とされレコーディングは行われなかった。「ダンスホール」はジャクソン・ブラウンの「ザ・ロード」に似ている事から同様に没とされた。しかし「ダンスホール」はその後もライブでは演奏されていたため、2枚目のアルバム『回帰線』（1985年）に収録される事になった。

## 構成
主にデビュー以前のデモテープなどの音源で構成されており、演奏は尾崎によるアコースティック・ギター1本による弾き語りとなっている。カセット・テープからの音源を元に作成されているため、ノイズが入っているなど、音質には難がある。2、4曲目以外は初発表曲となっている。
数多く存在する尾崎の未発表音源集の中でも希少である、バックミュージックに手を加えられていない、尾崎が録音したままの音が収録されている。特に冒頭4曲は尾崎がオーディション応募用に自分で貸しスタジオに赴き録音したものである。
本作を含め、既存音源発売版権を持つソニー・ミュージックレコーズ以外のレーベルで発売された未発表音源集については、ファンクラブ「Edge Of Street」や尾崎の個人事務所であるアイソトープからは、著作者の意思に反するものということで「公式」の音源とは認定されていない。

## 楽曲
1. 「もうおまえしか見えない」
尾崎が1982年10月11日に受けたCBS・ソニーのオーディション「CBS SONY Sound Development Audition 1982」で「ダンスホール」、「町の風景[注釈 1]」、「Street Blues[注釈 2]」と共に披露した楽曲。後に15枚目のシングルとしてリカットされた。詳細は「もうおまえしか見えない」の項を参照。
2. 「町の風景」
CBS・ソニーのオーディション「CBS SONY Sound Development Audition 1982」で披露された楽曲。尾崎が音楽活動を始めた初期に作られた楽曲のひとつでアルバム『十七歳の地図』収録バージョンとは歌詞が異なっている。
3. 「Street Blues」
「野良犬の道」というタイトルで録音されたもの。
4. 「ダンスホール」
CBS・ソニーのオーディション「CBS SONY Sound Development Audition 1982」で披露された楽曲。アルバム『回帰線』（1985年）収録バージョンとは歌詞が異なっている。
5. 「秋風」
6. 「酔いどれ」
7. 「弱くてバカげてて」
シングル「もうおまえしか見えない」のカップリング曲。

## リリース、アートワーク、チャート成績
本作は1996年3月27日にトランスビートからCDにてリリースされた。ジャケットデザインは画家の池田満寿夫が手掛けている。本作はタイトル名の応募ハガキが封入されており、CD購入者からタイトルが募集された。タイトル募集の結果第1位となった「もうおまえしか見えない」がタイトルとされている。本作はオリコンアルバムチャートにおいて最高位第5位の登場週数8回で、売り上げ枚数は22.7万枚となった。本作の売り上げ枚数は尾崎のアルバム売上ランキングにおいて第11位となっている。
尾崎が10代の内に制作した曲は29曲であり須藤はこの曲数が少ないと述べているが、これは尾崎と須藤が共に作品に対してシビアであった結果であり、両者が「レコードにしてもいい」と判断した曲が29曲であったと述べている。また、アルバム『十七歳の地図』以前に書き溜めた曲は多数あったが、本作収録曲はレコードに入れておらず、尾崎の死後にレコード化された事に対して須藤は否定的な見解を示している。

## 批評
| 専門評論家によるレビュー      | 専門評論家によるレビュー |
| レビュー・スコア              | レビュー・スコア         |
| 出典                          | 評価                     |
| ----------------------------- | ------------------------ |
| CDジャーナル                  | 否定的                   |
| 音楽誌が書かないJポップ批評35 | 否定的                   |

本作の存在意義やサウンド面に対する批評家たちの評価は否定的なものとなっており、音楽情報サイト『CDジャーナル』では、本作がデビュー以前に自宅や小さなスタジオで尾崎によって録音された音源をマスタリングしたものであり、「町の風景」および「ダンスホール」以外は未発表曲であると指摘した上で、「貴重な音源には違いないが、企画自体にやり切れなさを覚えるのも確か」と述べ、「荒々しいギターと汚れなき声」であり終盤の3曲については「生々し過ぎて聴いていられない」と酷評した。また、音楽誌『別冊宝島1009 音楽誌が書かないJポップ批評35 尾崎豊 FOREVER YOUNG』においてライターの宮城正樹は、本作も含めた複数の未発表音源集について、「あくまでデモ・テープの段階なので、聴くに値する完成度を持っているかどうかといえば、かなり疑わしい」と述べ、これらの音源集が海賊版であるという悪評が聞かれると主張した上で「どう見ても『必聴盤』とは言いかねる。お金に余裕があった上でおヒマならどうぞ、としか言いようがない」と酷評している。

## 収録曲
- CDブックレットに記載されたクレジットを参照[12]。

| #         | タイトル                   | 作詞・作曲 | 時間  |
| --------- | -------------------------- | ---------- | ----- |
| 1.        | 「もうおまえしか見えない」 | 尾崎豊     | 5:05  |
| 2.        | 「町の風景」               | 尾崎豊     | 5:53  |
| 3.        | 「Street Blues」           | 尾崎豊     | 6:24  |
| 4.        | 「ダンスホール」           | 尾崎豊     | 4:34  |
| 5.        | 「秋風」                   | 尾崎豊     | 5:00  |
| 6.        | 「酔いどれ」               | 尾崎豊     | 5:01  |
| 7.        | 「弱くてバカげてて」       | 尾崎豊     | 4:07  |
| 合計時間: | 合計時間:                  | 合計時間:  | 36:04 |

## スタッフ・クレジット
- CDブックレットに記載されたクレジットを参照[13]。

### 参加ミュージシャン
- 尾崎豊 - 演奏、歌、録音

### スタッフ
- 池田満寿夫 – ドローイング
- 野本卓司（デー・ゲー） – デザイン・ワーク
- 川井純子（デー・ゲー） – デザイン・ワーク
- 田中一郎（風の仲間たち） – マスタリング
- 野田浩司（JVCマスタリングセンター） – マスタリング

## チャート、認定
| チャート         | 最高順位 | 登場週数 | 売上数   | 出典  |
| ---------------- | -------- | -------- | -------- | ----- |
| 日本（オリコン） | 5位      | 8回      | 22.7万枚 | [ 2 ] |

| 国/地域 | 認定組織         | 日付      | 認定     | 売上数   | 出典  |
| ------- | ---------------- | --------- | -------- | -------- | ----- |
| 日本    | 日本レコード協会 | 1996年4月 | プラチナ | 400,000+ | [ 3 ] |